# 地狱之门
地獄之門（又稱達瓦札天然氣燃燒坑，羅馬化：Jähennem derwezesi）是土庫曼斯坦達瓦札的一處天然氣田，其地面於1971年崩塌，形成直徑69米、深度30米的天然氣坑。地質學家為避免甲烷擴散而將氣坑點火，自此該處一直連續燃燒。。
該氣坑是一處受歡迎的旅遊景點。。氣坑的總面積為5,350平方米，相等於一個美式足球場的大小。氣坑附近同時是野生沙漠露營的勝地。

## 地理
該氣坑位於達瓦札村附近。它在卡拉庫姆沙漠的中部，亦是土庫曼斯坦首都阿什哈巴德以北，距離約為260公里。這裏天然氣的蘊藏量居世界前列。“地獄之門”一名是由當地人所起的，指的是坑內燃燒的火炎、滾燙的泥漿和橘紅的焰色。氣坑的直徑約為70米。熱點覆蓋範圍的闊度為60米，深度則為20米。

## 歷史

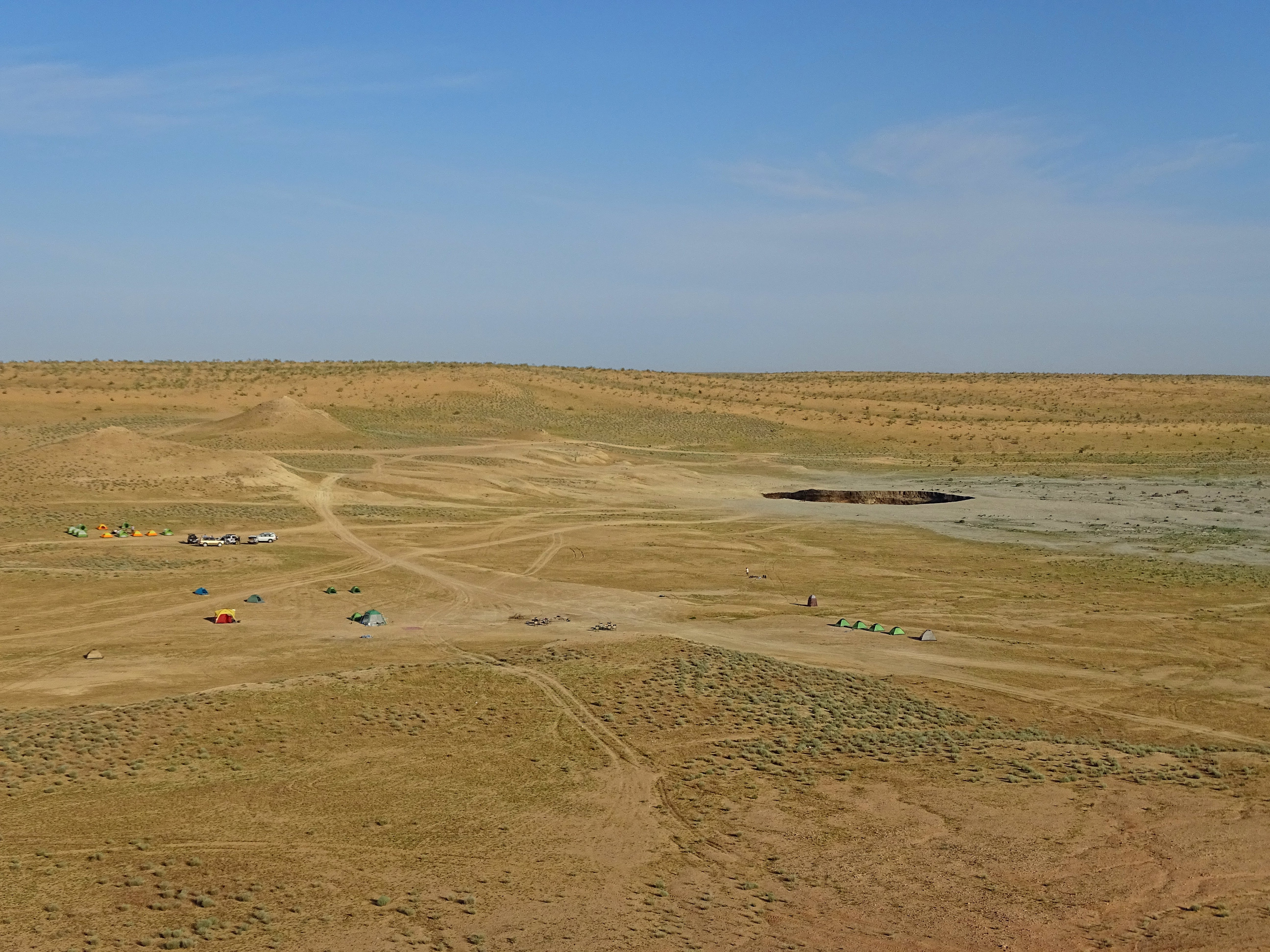
“地獄之門”與周邊地區，當中包括一處露營地，距氣坑南邊約二百餘米。

蘇聯工程師在1971年找到這個地方。原本他們認定這裏是一處蘊藏量大的油田。为了探明此地的石油蘊含量而进行勘探行动并开始钻探。當他們找到天然氣時，鑽頭和斟探營所在的地面崩塌成坑，並從此消失。
工程師們預期氣坑會釋出有毒氣體，影響附近鄉鎮，因此認為把氣體燃燒掉是最好的辦法。當時估計氣體會在幾星期後燃燒殆盡，但還是燃燒了超過五十年。
國家地理頻道紀錄片《不可能的冒險》其中一集“火焰之坑”就是以地獄之門為主角。探險家喬治·科羅尼斯成為了首個踏足這個氣坑底部的人，並採集了嗜極微生物的樣本。這一集紀錄片於2014年7月16日首播
。

## 對未來天然氣發展的影響
土庫曼斯坦總統庫爾班古力·別爾德穆哈梅多夫於2010年曾到訪過此地，並下令將其關閉，或採取新措施來限制此地區其他天然氣開發。土庫曼斯坦計劃增加其天然氣的產量，並在之後的二十年將出口量從現在的水平升至7,500萬立方米，出口對象包括巴基斯坦、中國、印度、伊朗、俄羅斯和西歐。2022年1月8日，土庫曼總統認為火勢對環境與週遭居民的健康造成影響，且浪費掉原本可開採外銷的寶貴天然氣資源，因此再次下令撲滅地獄之門燃燒51年的火勢。

## 類似頁面
- 恆春出火
- 泥火山